# Chromalizus sjostedti
Chromalizus sjostedti es una especie de escarabajo longicornio del género Chromalizus, tribu Callichromatini, subfamilia Cerambycinae. Fue descrita científicamente por Aurivillius en 1903.

## Descripción
Mide 19-24 milímetros de longitud.

## Distribución
Se distribuye por Burundi, Camerún, Gabón, Guinea Española y República Democrática del Congo.